# Тайсара (река)
Тайсара — река в России, протекает по Башкортостану, Челябинской области. Устье реки находится в 31 км по левому берегу реки Малый Кизил. Длина реки составляет 18 км.

## Данные водного реестра
По данным государственного водного реестра России относится к Уральскому бассейновому округу, водохозяйственный участок реки — Урал от Верхнеуральского гидроузла до Магнитогорского гидроузла. Речной бассейн реки — Урал (российская часть бассейна).
Код объекта в государственном водном реестре — 12010000212112200001718.